# Mallunys
Mallunys és una partida rural del terme municipal de Gavet de la Conca, (antic terme de Sant Serni), al Pallars Jussà.
El lloc és al sud-oest del poble de Sant Serni, a l'esquerra de la Noguera Pallaresa, en el coster que davalla des del poble de Sant Serni cap al sud-oest, en direcció al Canal de Gavet. És entre la llau de Mallunys i el límit del terme municipal, limítrof amb Llimiana.